# The Simpsons: Hit & Run
The Simpsons: Hit & Run (укр. Сімпсони: Бий і тікай) — відеогра жанру action-adventure із великим нахилом у бік аркадного автосимулятора, що є спін-офом американського мультсеріалу «Сімпсони». Двадцять друга гра з серії ігор, випущених на основі «Сімпсонів». The Simpsons Hit & Run вийшла на платформах PlayStation 2,GameCube, Xbox і ПК 16 вересня 2003 року у США і 24 жовтня 2003 року у Європі. Гру була розроблена компанією Radical Entertainment і випущена Vivendi Universal. Сюжет і усі діалоги гри було написано командою, відповідальною за створення мультсеріалу, а усі персонажі були озвучені тими ж людьми, які озвучують їх у «Сімпсонах».
У грі розповідається про сім'ю Сімпсонів і мешканців Спрінгфілда, яких стаю очевидцями дивних подій, що відбуваються у місті. Згодом Сімпсони з'ясовують, що прибульці Канг і Кодос знімають реаліті-шоу, у головній ролі якого виступає населення Спрінгфілда. Щоб зробити шоу цікавішим, прибульці вливають напій Базз Кола (англ. Buzz Cola) у водосховище Спрингфілда, від чого люди, що випили його, божеволіють. Але за допомогою професора Фрінка Гомеру Сімпсону вдається знищити корабель прибульців, внаслідок чого Спрингфілд і його жителі приходять у норму.
Гра отримала досить хороші оцінки від ігрових критиків. Найбільше їм сподобалась сама ідея інтерпретації мультсеріалу як комп'ютерної гри, а також те, що вона є пародією на Grand Theft Auto III. Також позитивні відгуки надійшли щодо геймплею і графіки гри. 2004 року The Simpsons Hit & Run стала найкращою комп'ютерною грою року за версією фестивалю «Nickelodeon Australian Kids' Choice Awards». Станом на червень 2007 року по всьому світі було продано більше трьох мільйонів копій гри.

## Сюжет
В невеликому місті Спрингфілд, де живуть Сімпсони, стали відбуватися дивні речі — таємничі чорні фургони, безслідно зниклі мешканці… Варто задуматись, а хто за цим стоїть? Команда сміливців — Гомер Сімпсон, його дружина Мардж, їхні діти Барт і Ліса разом з продавцем Апу Нахасапімапетілоном вирушають на пошуки злочинців. Розслідуючи цю справу, їм доведеться розгадати велику кількість загадок, боротися з таємничими осами-камерами і познайомитися з двома зловісними іншопланетянами.

## Ігровий процес
У грі сім рівнів, кожний з яких має свій сюжет і набір місій. На кожному рівні гравець може керувати лише одним визначеним персонажем. Всього їх п'ять: Гомер Сімпсон, Барт Сімпсон, Ліса Сімпсон, Мардж Сімпсон і Апу Нахасапімапетілон. Гравець керує персонажем з виглядом від третього лиця як при русі за допомогою автомобіля, так і без нього, при чому зблизити/віддалити камеру чи грати від першого лиця неможливо. При русі без транспортного засобу персонаж, керований гравцем, може ходити, бігати і атакувати інші об'єкти. У грі нема вогнепальної і холодної зброї; єдиним способом атаки є рукопашний бій. Є три типи рукопашної атаки: удар ногою, удар ногою у повітрі і нищівний удар (супер-удар). Супер-удар є комбо-ударом, для його виконання потрібно зробити певну послідовність дій. Особливістю цього комбо-прийому є те, що він вбиває ворогів з одного удару. Замість того, щоб силою відбирати автомобіль у будь-якого жителя Спрингфілда, що проїжджає повз (одна з особливостей гри Grand Theft Auto III), гравець просто сідає до нього на місце пасажира (керування автомобілем при цьому передається гравцю); також можна скористуватися телефонною будкою і вибрати потрібний автомобіль, після чого він появиться поруч з персонажем. Багато місій гри, у яких потрібно їздити на автомобілі, є дуже подібними до місій у Grand Theft Auto III. В обидвох іграх гравець бере участь у гонках з іншими персонажами, збирає предмети, поки не закінчиться час відведений на місію, і врізається в інші машини. Але попри жанр гри і її схожість зі серією GTA, у грі немає ні ігрового досвіду, ні ігрових досягнень.

Hit & Run і серія Grand Theft Auto мають декілька спільних рис, а саме: радар і великий нахил на місії з водінням автомобіля. Зверху скріншот з The Simpsons Hit & Run, де показано Гомера у своїй машині. Знизу аналогічний скріншот з Grand Theft Auto III.

The Simpsons Hit & Run належить до ігор-пісочниць, тому особливий акцент зроблено на керування автомобілем. Гравець може агресивно себе вести, наприклад: битись із пішоходами, підривати автомобілі і знищувати ігровий світ У The Simpsons Hit & Run є присутній попереджувальний лічильник, який активується, коли поліція намагається піймати гравця за погане кермування. Він розташований у правому нижньому куті навколо радара і починає заповнюватись і блимати червоно-синім кольором, коли гравець переїжджає людей і нищить різні об'єкти. Коли шкала лічильника стає повною, поліція починає намагатися спіймати персонажа.
На кожному рівні є предмети, які гравець може зібрати, наприклад, монети. Їх персонаж заробляє при знищенні різних об'єктів навколишнього світу, у тому числі знищенні ворожих ос-роботів. Згодом монети можна буде використати для купівлі нових машин і костюмів, потрібних для того, щоб просуватись грою далі. Також у The Simpsons Hit & Run є колекційні карточки з шоу Чуха і Сверблячки. Зібравши усі 49 (по сім на кожному рівні), гравець зможе переглянути спеціальне бонус-відео «Шоу Чуха і Сверблячки».
Внутрішньоігрові гроші (монети) грають роль очок життя персонажа. Проте персонаж не може вмерти навіть якщо монети відсутні. Якщо гравець знаходиться біля машин поліції певний період часу і за ним у цей момент йде погоня, персонажа оштрафують на 50 монет. Якщо ж у гравця недостатньо грошей, то поліція забере їх у повному обсязі; якщо їх немає взагалі, то поліція випише штраф, але грошей вимагати не буде.

### Мультиплеєр
У всіх версіях The Simpsons Hit & Run присутній режим багатокористувацької гри на одному персональному комп'ютері чи приставці. Такий режим гри підтримує до 4-х користувачів на одній карті. Для гри у кожного з гравців має бути свій геймпад чи клавіатура. Всього карт сім, кожна з яких відкривається тільки за тієї умови, що гравець набрав на певному рівні усі колекційні карточки. Декілька людей можуть грати одночасно лише в одному режимі — гонках.
Перед початком гонки гравцям дається можливість вибрати одну з відкритих трас, кількість кіл, персонажів, за яких вони гратимуть і машини, на яких вони змагатимуться. Після цього ігрова камера фіксується у висоті, забезпечуючи цим видимість усієї траси. Як і багатьох інших іграх, екран не поділяється навпіл, а залишається цілісним.

## Актори
- Ден Кастелланета — Гомер Сімпсон (36-40 років), ледачий працівник місцевої атомної електростанції. З'являється на 1-му і 7-му рівнях гри. Улюблений транспорт — рожевий сімейний седан.
- Джулія Кавнер — Мардж Сімпсон (34-36 років), дружина Гомера, домогосподарка. З'являється на 4-му рівні. Улюблений транспорт — джип Каньєнеро.
- Ненсі Картрайт — Барт Сімпсон (10 років), старша дитина у родині, учень 4-го класу. З'являється на 2-му і 6-му рівнях. Улюблений транспорт — саморобний автомобіль Honor Roller і червоний кабріолет.
- Ярдлі Сміт — Ліса Сімпсон (8 років), молодша дитина у родині, учениця 2-го класу. З'являється на 3-му рівні. Улюблений транспорт — автомобіль Малібу Стейсі.
- Генк Азарія — Апу Нахасапімапетілон (34 роки), емігрант з Індії, продавець у магазині «Kwik-E-Mart». З'являється на 5-му рівні. Улюблений транспорт — жовтий кабріолет.

## Гральний рушій
В основі The Simpsons Hit & Run лежить модифікована версія грального рушія Copperhead Technology, розробленого Radical Entertainment спільно з Touchdown Entertainment, технологічним філіалом Monolith Productions. Рушій раніше використовувався у грі «Hulk», також розробленій Radical Entertainment.
The Simpsons Hit & Run повністю зроблена з використанням полігональної тривимірної графіки на відміну від новішої гри, основаної на Сімпсонах, The Simpsons Game, Hit & Run не використовує цел-шейдери.
Версія гри, що вийшла для приставки Xbox, підтримує зворотну сумісність з Xbox 360 і гру можна запустити на ній за допомогою офіційного безкоштовного емулятора в розширенні 480p.

## Звукова доріжка
Звукову доріжку до The Simpsons Hit & Run було створено композитором Марком Берілом (англ. Marc Baril). Загалом це різноманітні версії реміксів, зроблених на заголовну тему мультсеріалу Сімпсони, написану Денні Ельфманом (англ. Danny Elfman) у 1989 році. Додаткову музичну підтримку надавали композитори Алан Леві (англ. Allan Levy) і Джеф Тимощук (англ. Jeff Tymoschuk).
Також у грі присутні мелодії, написані спеціально для гри за якось певного персонажа. Наприклад, граючи за Барта, гравець почує хард-рок, а за Лісу — мелодії з фільмів 60-х років з використанням саксофону.
Вся музика гри запакована у файловий формат RCF, який неможливо відкрити за допомогою звичайних архіваторів. Цей формат був розроблений Radical Entertainment і використовувався у інших іграх компанії, таких як Scaface: The World is Yours і Prototype.
Існує плаґін vgmstream для медіаплеєру foobar2000, який дозволяє програвати звукові файли у форматі RSD, що знаходяться у RCF-архівах гри.

## Пасхальні яйця
У грі The Simpsons Hit & Run присутня невелика кількість пасхальних яєць. Дані пасхальні яйця присутні у всіх версіях гри, що виходили як для ПК, так і для різних консолей. Усі пасхальні яйця пов'язані зі зміною головного меню гри, — гра зчитує системний час (ПК або консолі) і якщо настає певна дата, то у залежності від цього з міняється головне меню. А саме:
- 31 жовтня (Хеловін) — у головному меню появляться «світильники Джека» (англ. Jack-o'-lantern), скелети і павутина[22][23].
- 26 листопада (День подяки) — у головному меню на дивані появиться індичка, а на Гомерові буде надягнута шапка пілігрима.
- 25 грудня (Різдво Христове) — у головному меню буде стояти різдвяна ялинка, а на Гомерові буде надягнута шапка Санта Клауса.

## Цікаві факти
- У фінальному завданні гри використовується «модифікований» автомобіль Ейба Сімпсона — до його кузова прикріплена німецька крилата ракета Фау-1 (тут виконує роль прискорювача — під час їзди вмикається реактивний двигун).